# Fujitsu FM Towns II EX
Fujitsu FM Towns II EX (FM Towns II EX) је кућни рачунар фирме Фуџицу (Fujitsu) који је почео да се производи у Јапану током 1993. године.
Користио је Intel i80486 DX2 66 микропроцесорску јединицу а RAM меморија рачунара је имала капацитет од 4 MB (до 32 MB). 
Као оперативни систем кориштен је MS DOS (?).

## Детаљни подаци
Детаљнији подаци о рачунару FM Towns II EX су дати у табели испод.
|                       |                                                                                                |
| [ 1 ]                 |                                                                                                |
| Произвођач            | Фуџицу                                                                                         |
| Тип                   | кућни рачунар                                                                                  |
| Меморија              | 4 (до 32 MB)                                                                                   |
| Поријекло             | Јапан                                                                                          |
| Година                | 1993                                                                                           |
| Тастатура             |                                                                                                |
| Процесор              |                                                                                                |
| Фреквенција процесора | 66                                                                                             |
| RAM                   | 4 (до 32 MB)                                                                                   |
| ROM                   | непознато                                                                                      |
| Текст                 | 40 x 25 / 80 x 25                                                                              |
| Графика               | највише 1024 x 768                                                                             |
| Боја                  | 16,7 милиона                                                                                   |
| Звук                  | 16-битни PCM (стерео 48 KHz, 1 глас), FM (6-канални стерео), PCM (19,2 KHZ, осмероканални стерео) |
| Димензије             | 40 x 30 x 6,5                                                                                  |
| Портови               |                                                                                                |
| Оперативни систем     |                                                                                                |